# Piippola
Piippola este o fostă comună din Finlanda.